# Schoolin' Life
"Schoolin' Life" là một bài hát của nghệ sĩ thu âm người Hoa Kỳ Beyoncé cho phiên bản cao cấp của album phòng thu thứ tư của cô, 4 (2011). Bài hát được viết bởi Knowles, Terius Nash, Shea Taylor và Carlos McKinney trong khi được sản xuất bởi Knowles, The-Dream, và Los Da Mystro. Jordan Young, hay còn được gọi là DJ Swivel, phối lại bài hát tại New York's Jungle City Studios. 

## Biểu diễn trực tiếp
Vào tháng 5 năm 2012, Knowles đã biểu diễn "Schoolin Life" trong show diễn Revel Presents: Beyoncé Live tại Atlantic City, New Jersey. Bài hát có xuất hiện trong album Live in Atlantic City (2013).

## Xếp hạng
Vào tuần lễ 30 tháng 7 năm 2011, "Schoolin' Life" ở đầu tại vị trí số 155 trên South Korean International Singles Chart, bán được 4,006 lượt tải về.
| Bảng xếp hạng (2011)                 | Vị trí cao nhất |
| ------------------------------------ | --------------- |
| South Korea Gaon International Chart | 155             |